# Stile giornalistico
Lo stile giornalistico è lo stile di prosa di brevi articoli per quotidiani e notiziari televisivi, agenzie di stampa e radiofonici. Comprende non solo le regole inerenti alla struttura delle frasi e dei vocaboli, ma anche l'ordine ed il tono in cui l'informazione viene esposta relativamente al tipo di lettore e ai suoi interessi. Questo genere di struttura è definita a «piramide invertita».
Nei quotidiani maggiori e più rispettati, l'equilibrio e la precisione sono fattori molto importanti. I commenti e le opinioni sono solitamente confinati a una sezione specifica, sebbene ciascuna testata sovente manifesti uno stile proprio. La politica editoriale si estende anche all'uso di aggettivi, eufemismi  e idiomi. I giornali con tiratura internazionale, per esempio, usano spesso un tipo di scrittura piuttosto informale.
In particolare, la scrittura giornalistica mira soprattutto ad essere comprensibile alla vasta maggioranza dei potenziali lettori, oltre ad essere nel contempo coinvolgente e sintetica. All'interno dei limiti imposti da tali obiettivi, gli articoli devono tendere, in linea di principio, a una sorta di completezza dell'informazione. Lo scopo in questo senso è quello di rispondere alle cinque domande canoniche, ritenute fondamentali per essere esaurienti: chi?, cosa?, dove?, quando? e perché?. Nel giornalismo anglosassone, questa è la regola delle 5 W (in inglese who?, what?, where?, when? e why?). Il punto non è di raggiungere la completezza fine a se stessa, ma di soddisfare la curiosità del lettore, anticipandone le probabili domande e fornendo le relative risposte.

## Regole per scrivere
Per scrivere un articolo giornalistico si devono rispettare alcune regole generali di base, qualsiasi sia l'argomento trattato:
1. L'autore deve mantenere una posizione il più possibile oggettiva nei confronti dell'argomento trattato. Le opinioni personali sono ammesse solo in certi particolari casi, come per esempio gli editoriali e le lettere aperte.
2. Esistono 6 domande a cui tutti gli articoli devono dare risposta. per semplificare è stata chiamata 5W + 1 H. 
Le parole fondamentali sono:
- Chi? = Who?
- Quando? = When?
- Dove? = Where?
- Perché? = Why?
- Cosa? = What?
- Come? = How?

3. A seconda di ciò che il giornalista vuol far emergere ci saranno risposte più esaurienti o approfondite in una (o più) delle 5 domande.
4. Il titolo dato all'articolo deve essere coerente con l'argomento trattato, ma allo stesso tempo, deve attirare l'attenzione del lettore e motivarlo all'intera lettura del brano.

## L'ABC
I tre aspetti fondamentali del giornalismo contemporaneo sono: l'accuratezza, la brevità e la chiarezza, ovvero l'ABC del giornalismo anglosassone. Il primo e più importante è proprio la precisione. Un articolo può anche essere coinvolgente e caratterizzato da uno stile impeccabile ma se manca di precisione, non ha alcun valore. Occorre dunque sempre verificare le proprie fonti.

## La struttura
L'organizzazione o struttura di un articolo viene spesso descritta come una piramide invertita. In sostanza, un giornalista dispone gli elementi più rilevanti ed essenziali a partire dall'inizio dell'articolo stesso (principio top-loading). Segue poi l'informazione di supporto in ordine decrescente di importanza.
L'elemento strutturale di maggiore rilevanza in assoluto è senza dubbio l'attacco (intro in Gran Bretagna, news lead negli Stati Uniti, o più semplicemente lead, a volte scritto "lede" per evitare confusione con altri termini inglesi aventi lo stesso spelling ma accezione diversa), che infatti contiene tutta l'informazione che la maggioranza dei lettori leggerà. L'attacco coincide con il primo periodo o, in casi particolari, con i primi due. Il principio della piramide invertita dunque si riferisce soprattutto a questo elemento, ma la difficoltà di lettura di periodi molto lunghi pone dei limiti alla sua estensione. Ciò rende la preparazione di un buon attacco un vero e proprio problema di ottimizzazione, in cui lo scopo principale è articolare, con il materiale disponibile, la singola frase più accurata, completa ed interessante.
Sebbene la regola generale dice che si dovrebbe rispondere a tutte le 5 w, pochi lead in effetti hanno questa caratteristica. D'altra parte, se tale regola fosse sempre rispettata, il conseguente lead sarebbe con ogni probabilità troppo scolastico, pesante e prevedibile.
Il secondo paragrafo è in genere un ottimo punto in cui collocare altre informazioni rilevanti che non compaiono nel primo. In coda troviamo tutto il materiale di non vitale importanza.
Questo genere di impianto consente l'interruzione della lettura anche dopo breve tempo senza rinunciare all'essenza della notizia. Offre la possibilità ai lettori di immergersi in un determinato argomento al livello di profondità desiderato, dettato dalla loro curiosità e senza l'imposizione di dettagli che poi si rivelano poco significativi.
Questioni di praticità redazionale rappresentano un altro valido motivo per l'adozione di questa struttura. La piramide invertita infatti consente all'editor ed al resto della redazione di intervenire rapidamente per creare spazio per annunci pubblicitari o notizie dell'ultima ora semplicemente "tagliando" i paragrafi dal basso. Questa impostazione permette di troncare gli articoli in qualsiasi punto, con aggiustamenti relativamente agevoli.
Una struttura debole inizia tipicamente con un attacco difettoso. Accade frequentemente che i giornalisti novizi, fortemente impegnati nell'analisi del materiale ancora grezzo a loro disposizione, come le interviste o i risultati di ricerche, falliscano nel tentativo di anticipare ciò che i lettori troveranno più interessante e di sintetizzare l'informazione rapidamente. In questo modo gli elementi principali andranno a collocarsi solo dopo il lead, nei paragrafi successivi dell'articolo. È la ragione per il popolare ammonimento redazionale: "Non seppellite il lead!"

## Approfondimenti
L'articolo sulla notizia non è l'unico genere di articolo che si trova nei quotidiani o nelle riviste. Gli articoli più lunghi, per esempio quelli di copertina nelle riviste, sono noti come articoli di approfondimento (in inglese feature). Differiscono sensibilmente dai primi per vari motivi. Innanzi tutto, manca quasi sempre un lead nel senso tradizionale del termine. Infatti, invece di fornire l'essenza di una notizia o di un argomento all'inizio del pezzo, gli autori di questi articoli tentano di indurre a proseguire la lettura fino possibilmente a completarla.
Il primo paragrafo di un approfondimento riporta spesso un episodio o un evento particolare, come nel caso del lead di "aneddoto" (anectodal lead). A partire dai dettagli di una persona o di un fatto si passa poi alle caratteristiche più generali riguardanti il soggetto.
La sezione che contiene l'essenza dell'articolo è definita in inglese nut graph o billboard. I billboard sono collocati solitamente nel terzo o nel quarto paragrafo e possono raggiungere la lunghezza di due. A differenza del lead, un billboard raramente contiene tutto il materiale interessante.
Ciò riflette il fatto che gli autori di articoli di approfondimento mirano a mantenere l'attenzione del lettore fino alla fine del pezzo e questo richiede un'alternanza continua tra lo stimolo della curiosità ed il relativo appagamento. I paragrafi in questo caso tendono ad essere più elaborati rispetto agli articoli brevi sulle notizie e le transizioni da un paragrafo all'altro sono più fluide.
Gli articoli di approfondimento sono in genere caratterizzati da una costruzione con prevalenza di verbi attivi e dà spiegazioni concrete delle notizie con abbondanza di esempi. Inoltre, la personalità dell'autore è di solito molto più in evidenza. Infine, gli approfondimenti terminano sempre con una conclusione ben definita.